# 1986年アエロビアスSE-210墜落事故
1986年アエロビアスSE-210墜落事故（1986ねんアエロビアスSE-210ついらくじこ）は1986年1月18日に発生した航空事故である。ラ・アウロラ国際空港からムンド・マヤ国際空港へと向かっていたアエロビアスのシュド・カラベル IIIがムンド・マヤ国際空港へのアプローチ中に墜落し、乗員乗客93人全員が死亡した。また、この事故はグアテマラで発生した航空事故の中で最悪の事故となった。

## 事故機
事故機のシュド・カラベル III（HC-BAE）は製造番号40として製造され、1960年6月1日に初飛行した。この機体は1962年にカラベル VI-Nへと改修された機体であった。その後、1975年にエクアドルの航空会社であったSAETAが購入し、アエロビアスはグアテマラを訪れる観光客の増加に対応するため1985年から同機をリースしていた。エンジンはロールス・ロイス エイヴォン 531Bを搭載していた。

## 事故の経緯
事故機はグアテマラシティのラ・アウロラ国際空港から北東約170マイル（270km）のフローレスにあるムンド・マヤ国際空港まで40分で結ぶ便であり、グアテマラ人や外国人観光客が搭乗していた。ちなみに、フローレスは古典期マヤの都市ティカルを訪れる際の一般的な中継地点であった。
事故機は午前7時25分（現地時間）、乗客87人と乗員6人を乗せてラ・アウロラ国際空港を出発した。約30分後、同機はムンド・マヤ国際空港への着陸を許可された。しかし、アプローチするには飛行高度が高かったため同空港の滑走路をオーバーシュートした。その後、2回目のアプローチ中に同機はムンド・マヤ国際空港から約8km離れた地点に墜落、炎上した。管制官が同機と最後に交信したのは同機が離陸してから33分後の7時58分であったが、この時異常についての報告はなかった。この事故で機体は完全に破壊され、乗員乗客93人全員が死亡した。

## 事故原因
事故調査では正確な事故原因を特定することができなかったが、雲が少なかったためにパイロットが方向感覚を失った可能性がある。

## 著名な犠牲者
ベネズエラの元外務大臣であったアリスティデス・カルヴァ―ニもこの事故で妻と2人の娘と共に犠牲となった。